# Rinaldo d'Este (cardinal)
Pour les articles homonymes, voir Rinaldo d'Este.
Rinaldo d'Este (1618 - 30 septembre 1672 à Modène) fut un cardinal italien issu de la Maison d'Este.

## Biographie
Fils d’Alphonse III d'Este et d’Isabelle de Savoie, Rinaldo d'Este est le frère de François Ier d'Este, lequel succéda à son père.
Ayant entrepris d’embrasser la carrière des armes, il finit par devenir ecclésiastique. On sait peu de chose sur son début de carrière au sein de l’Église, mais, membre d'une maison souveraine apparentée au roi d'Espagne, à l'empereur, au roi de France et au pape, il est élevé au rang de cardinal par le pape Urbain VIII dès l'âge de 23 ans, le 16 décembre 1641. Il participa à l’élection du successeur de ce dernier, Innocent X en 1644. 
Il devient gouverneur temporaire de Modène, lorsque son frère part lutter contre les Espagnols en 1647. Il devient évêque de Reggio d'Émilie en décembre 1650 et participe à l’élection du pape Alexandre VII en 1655. En France il est évêque désigné de Montpellier (1653-1655) et également abbé commendataire de Cluny (1661-1672) et de l'abbaye de Bonnecombe (1656-1672).
En 1662, l’arrestation d’un malfrat sur ordre du cardinal Flavio Chigi (propre neveu du souverain pontife) par les membres de la Garde corse dans les jardins de sa villa à Rome provoqua sa colère et il fit appel à des ministres étrangers aux fins d’arbitrage afin de régler ce litige avec le pape. Les relations conflictuelles entre les soldats français de l’ambassadeur de France le duc de Créquy, nommé par Louis XIV dans ce but, et les gardes corses, déboucha sur une crise diplomatique entre le roi de France et le pape Alexandre VII, appelé « Affaire de la garde corse » qui est réglée notamment par la dissolution de celle-ci. 
Puis, Rinaldo d'Este participa de nouveau au conclave de 1667 pour l’élection de Clément IX, puis en 1669 pour celle de Clément X. 
De nombreuses fois, il revint à Modène pour gérer le duché durant l'absence de son frère, son neveu Renaud étant trop jeune pour prendre la place de son père. 
Le 24 août 1671, il a opté[Quoi ?] pour l'ordre des évêques [Quoi ?]et a été nommé cardinal-évêque de Palestrina.